# Серчани
Сѐрчани (на гръцки: Σερραίοι, сереи) са жителите на град Сяр, Егейска Македония, Гърция. Това е списък на най-известните от тях.

## Родени в Сяр
А — Б — В — Г — Д –
Е — Ж — З — И — Й –
К — Л — М — Н — О –
П — Р — С — Т — У –
Ф — Х — Ц — Ч — Ш –
Щ — Ю — Я

### А
- Аврам Шеломо (Моаршах) (? – 1602), виден равин
- Александра Цанака (р. 1965), гръцка инженерка и политик
- Александрос Схинас (1870 – 1913), гръцки анархист, убил крал Георгиос I
- Ангелос Калайдзис (Άγγελος Καλαϊτζής, ? - 1964), деец на Гръцката пропаганда в Македония, заедно с жена си Василики служил като куриер между централното ръководство и андартските чети в областта; къщата му служи за скривалище и болница[1]
- Андрея Велев, македоно-одрински опълченец, Сборна партизанска рота на МОО, ранен на 16 юни 1913 година[2]
- Антон Стоянов (1882 – ?), македоно-одрински опълченец, четата на Панайот Карамфилович[3]
- Арис Мусионис (р. 1958), гръцки политик, по произход от Копач
- Атанас Т. Златарев (1866 – ?), македоно-одрински опълченец, 3 рота на 5 одринска дружина, носител на орден „За храброст“ IV степен[4]
- Атанас Щерев (Щерюв, 1875 – ?), македоно-одрински опълченец, четата на Дончо Златков, 2 рота на 13 кукушка дружина[5]
- Афродити Стамбули, гръцки политик

### Б
- Благой Златанов (1900-?), български офицер, полковник
- Борис Щерев Нашков (1912 – ?), български просветен деец, в 1939 година завършил педагогия в Софийския университет[6]

### В
- Василиос Борбокис (р. 1969), гръцки футболист
- Велик Иванов, македоно-одрински опълченец, четата на Георги Занков[7]
- Витали Хаим Фараджи (1854 - 1918), османски еврейски политик

### Г
- Галип Вардар (1897 – 1958), турски историк
- Георги Лазаров (1874 – ?), македоно-одрински опълченец, 2 рота на 10 прилепска дружина[8]
- Георгиос Златкос (1863 – 1933), виден гръцки общественик
- Григориос Ракидзис (1834 – 1906), виден гръцки общественик, дарител

### Д
- Дамаскин Мосхопулос (1863 – 1928), гръцки духовник
- Димитриос Дионисиу (1885 – 1960), гръцки просветен деец и общественик
- Димитриос Мисирлис (1884 - 1952), гръцки учен, деец на Гръцката въоръжена пропаганда в Македония[9]
- Димитриос Хондрос (1882 – 1962), гръцки учен
- Димитър Златанов български духовник
- Димитър Маджаров (1879 – ?), македоно-одрински опълченец, 1 рота на 7 кумановска дружина[10]
- Димитриос Теофанус (Δημήτριος Θεοφάνους), деец на гръцката въоръжена пропаганда в Македония, четник; името му носи улица в Сяр[11]
- Димостенис Карастоянис (1883 – ?), гръцки агент на гръцката въоръжена пропаганда в Македония
- Дукас Дукас (1879 - 1938) (капитан Зервас), гръцки андартски капитан[12][13]

### Е
- Евангелия Дзамбази (р. 1966), гръцки политик, по произход от Долна Камила
- Евгениос Хаитидис (р. 1942), гръцки депутат
- Еврипидис Бакирдзис (1895 – 1947), гръцки политик
- Евталия Адам (1860 -1954), гръцка просветна деятелка
- Емануил Фотиадис (1805 – 1849), гръцки просветен деец
- Ешреф Едип (1882 – 1971), османски журналист

### И
- Иван (Жан) Андреев Иванов (р. 1906 - ?), интербригадист[14]
- Иван Каменов, македоно-одрински опълченец, 1 рота на 14 воденска дружина[15]
- Иван Танчов, македоно-одрински опълченец, 4 рота на 10 прилепска дружина, Нестроева рота на 11 сярска дружина[16]

### Й
- Йоаким Зъхненски (1258 – 1333), духовник и светец
- Йоан Серски, светец от XV век
- Йоанис Дельос (1853 - 1919), гръцки учен, филолог и политик[17]
- Йоанис Демердзис, гръцки андартски деец
- Йоанис Думбас (? – 1966), гръцки учен, лекар и политик
- Йоргос Капудзидис (р.1972), гръцки писател и актьор
- Йордан Адамов, македоно-одрински опълченец, четата на Георги Занков[18]

### К
- Кимон Логи (1873 – 1952), румънски художник
- Константин Деспотов (1864-1932), български медик, кмет на Сяр по време на Първата световна война[19]
- Константин Хаджов (1879 - ?), завършил право в Женевския университет в 1911 година, а след това в Брюксел[20]
- Костадин Апостолов, български просветен деец, учител в Сяр, заточеник в Диарбекир[21]

### М
- Макарий Пунардзоглу (р. 1976), гръцки духовник
- Мария Коля-Царуха (р. 1958), гръцка политичка
- Мария Хукли (р. 1961), гръцка журналистка
- Маркос Боларис (р. 1958), гръцки политик
- Маркос Теодоридис (1872 - 1952), гръцки политик
- Марта Шопова (1879 - ?), българска учителка
- Мелетий Спандонидис (1824 – 1895), гръцки духовник
- Менелаос Влахвеис (р. 1964), гръцки политик, по произход от Долна Джумая
- Методий Папаемануил (? – 1896), гръцки духовник
- Михаил Атанасов, доброволец в четата на Иван Атанасов – Инджето през Сръбско-българската война в 1885 година[22]
- Михаил Божков, македоно-одрински опълченец, четата на Георги Занков[23]
- Михаил Иванов (1886 – ?), македоно-одрински опълченец, 1 рота на 11 сярска дружина[24]
- Михаил Иванов Бакържиев (1880 – ?), български военен деец, подполковник[25]
- Михаил Сматракалев (Ангел Жаровски) (1910 – 1998), поет македонист
- Михалис Тремопулос (р. 1958), гръцки политик
- Мунис Текиналп (1883 – 1961), османски писател и философ, идеолог на пантуркизма

### Н
- Н. Божова, българска учителка и революционерка. Преподава в Скопското българско девическо училище (1902/1903).[26] Членка на Скопския местен революционен комитет.[27]
- Наталис Емануил Петровиц (1899 – 1971), гръцки учен
- Никола Александров, бръснар, живял във Враца, член на ВМОРО[28]
- Никола Българин, гръцки революционер
- Никола Божинов, български учител в Сяр между 1842 и 1872 година[29]
- Никола Ташев (1862 – ?), македоно-одрински опълченец, Нестроева рота на 4 битолска дружина[30]
- Никос Арабадзис (р. 1984), гръцки футболист

### С
- София Сотириу, гръцка актриса и писателка
- Стоян Димитров Янин (1882 – ?), македоно-одрински опълченец, четата на Георги Мяхов[31]

### Т
- Таке Глигоров (1878 – ?), македоно-одрински опълченец, Струмски отряд[32]
- Таки Грънчаров (1884 – ?), македоно-одрински опълченец, 1 рота на 13 кукушка дружина[33]
- Теодорит Васмадзидис (1867 – 1907), гръцки духовник и просветен деец
- Теодорос Буласикис (1873 – 1937), гръцки андартски капитан
- Теофания Папатома (р. 1972), гръцка писателка, актриса и режисьорка
- Тимотей Ламбридис (? – 1875), гръцки духовник
- Тома Илиев (1889/1890 – ?), македоно-одрински опълченец, четата на Панайот Карамфилович, 2 рота на 14 воденска дружина[34]

### Ф
- Фотини Арамбадзи (р. 1974), гръцки политик
- Фотини Пападимитриу (1886 – 1974), гръцка учителка и революционерка

### Х
- Хриса Димулиду (р. 1957), гръцка писателка
- Христо Димитров (1888 - ?), български лекар, завършил медицина във Виена[35]
- Христо Стамболиев (1884 – ?), деец на ВМОРО, македоно-одрински опълченец
- Христофор Продромски (1821 – 1916), гръцки духовник, игумен на Серския манастир
- Христос Николау (Такис ефенди, 1878 – 1953), османски военен и агент на гръцкото консулство в Сяр по време на Македонската борба
- Хюсрев бей (1480 – 1541), виден османски военачалник

### Ч
- Черкез Ахмед (? – 1915), османски мародер и бандит

### Щ
- Щерю (Щерьо[36]) Атанасов (1880 - ?), в 1903 година завършва с осемнадесетия випуск Солунската българска мъжка гимназия,[36] учи право в Белград и Лозана, където завършва в 1907 г.,[37] македоно-одрински опълченец, жител на Красно село, Лазарет на МОО, носител на сребърен кръст „Свети Александър“[38]

### Ю
- Юсуф Мухлис паша Серезли (1784 – 1843), османски офицер и чиновеник, румелийски валия

### Я
- Янко Атанасов (Тансов), български опълченец, на 1 май 1877 година постъпва в III рота на I опълченска дружина, на 19 юни 1877 г. изчезва безследно в боя при Стара загора, на 7 септември 1877 година се връща в дружината, уволнен по болест на 21 септември 1877 година[39][40]

## Починали в Сяр
- Анастасиос Галдемис (1881 – 1966), гръцки просветен деец
- Ангелики Филипиду (1880 - 1907), гръцка учителка и революционерка
- Атанас Ников (1858 – 1906), български общественик, книжар и революционер
- Благой Шклифов (1935 – 2003), български езиковед, загинал в автомобилна катастрофа край Сяр
- Димитър Гоголаков (? – 1907), гръцки андатски капитан
- Димитър Трендафилов (1881 – 1907), български революционер, деец на ВМОРО
- Дине Дробенов (? – 1910), български революционер, неврокопски войвода на ВМОРО
- Иван Жилев (1861 – 1907), български революционер, деец на ВМОРО
- Кочо Мавродиев (1860 – 1913), български просветен деец
- Махмуд Бедредин Симави, духовник от XIV–XV век
- Мойсей (? - ок.976), български аристократ, един от братята на цар Самуил
- Никола Аврамов (1856 – 1911), български зограф
- Павел Тошков, български военен деец, подпоручик, загинал през Междусъюзническа война[41]
- Стефан Тодоров Пейчев, български военен деец, подпоручик, загинал през Втората световна война[42]
- Съби Дундев (Дундов), български военен деец, поручик, загинал през Първата световна война[43]
- Стефан Константинов (1873-1913), български революционер, деец на ВМОРО

## Свързани със Сяр
- Димитър Комнин Евдемонойоан, сръбски управител на Сяр към 1360 година
- Апостол Христодулу (1856 – 1917), гръцки духовник, серски митрополит от 1909 до 1917 година
- Георги Ангелов (1882 – ?), македоно-одрински опълченец, жител на Сяр, родом от Просечен, четата на Георги Занков, 1 рота на 11 сярска дружина[44]
- Йосиф Серчанин, имброски (1825 – 1835) и варненски митрополит (1835 – 1846), родом от Сярско
- Симеон Божов, български просветен деец, подофицер
- Стефан Веркович (1821 - 1893), сръбски фолклорист, етнограф, и археолог
- Стефан Салгънджиев (1847 - 1911), български общественик и просветен деец
- Димитър Радовски (1913 - 1982), български учител и бирник в българската администрация на Сяр по време на българското управление на Беломорието 1941 - 1944 год., син на серския войвода Тома Радовски [45]